# Новолодська Марія Юріївна
Марія Юріївна Новолодська (рос. Мария Юрьевна Новолодская, нар. 28 липня 1999) — російська велогонщиця, бронзова призерка Олімпійських ігор 2020 року.

## Виступи на Олімпіадах
| Олімпіада  | Дисципліна | Місце |
| ---------- | ---------- | ----- |
| Токіо 2020 | омніум     | 15    |
| Токіо 2020 | медісон    | 3     |

## Зовнішні посилання
- Марія Новолодська [Архівовано 6 серпня 2021 у Wayback Machine.] на сайті Cycling Archives

1. ↑  https://www.uci.org/rider-details/146297